# Vladimir Lukić
Vladimir Lukić (cyr. Владимир Лукић, ur. 1933 w Dabarze koło Sanskiego Mostu) – bośniacki polityk i wykładowca akademicki narodowości serbskiej, premier Republiki Serbskiej od 20 stycznia 1993 do 18 sierpnia 1994.
W 1961 ukończył studia z zakresu geodezji w Zagrzebiu, w 1990 obronił habilitację. Od 1 lipca 1992 do 19 grudnia 1992 pełnił funkcję przedstawiciela UNPROFOR w Sarajewie, następnie od 1993 do 1994 kierował rządem autonomicznej Republiki Serbskiej w ramach Bośni i Hercegowiny. Od 1994 do 1995 był dziekanem Wydziału Leśnictwa Uniwersytetu w Banja Luce, a od 1996 dziekanem Wydziału Architektury i Inżynierii Lądowej. W 1995 uczestniczył w rozmowach w Dayton. Był następnie doradcą Izby Handlowej Republiki Serbskiej i od kwietnia 2008 dyrektorem technicznym Instytutu Budownictwa w Banja Luce. W 2009 został członkiem Senatu Republiki Serbskiej, następnie każdorazowo uzyskiwał reelekcję.